# 张桂扬
张桂扬（1974年2月—2001年9月9日），是中華人民共和國一名保安员，曾經加入中國人民解放軍，被搶匪用刀刺傷而殉職。

## 生平
张桂扬的母親年輕時曾是中國共產黨的游擊隊隊員，她很希望自己的兒子能夠入伍參軍，成為中國人民解放軍的一員；张桂扬是家中第三個兒子，他兩名兄長體質未如理想，所以张桂扬的母親希望他能完成自己的心願。
张桂扬的父親在他三歲時去世，大哥在他唸初中時外出工作，二哥的健康情況不佳，所以张桂扬一度是家中的主要勞動力；张桂扬在1993年通過身體檢查，徵兵部門的負責人很欣賞他的性格，雖然擔心张桂扬一家可能會面臨勞動力不足，但還是決定允許他入伍。张桂扬在軍中自習中學課程，刻苦接受訓練，又樂於幫助新兵，曾連續兩年獲得「優秀士兵」的稱號。
退伍後，张桂扬在廣州市越秀公园擔任保安人員；他曾被公园方面評定為「优秀保安」，又曾經獲得當地公安機關的表揚。2001年9月9日中午，张桂扬和另一名保安員聽到「搶劫」的呼救聲，又發現有人正在逃跑，便趕至追捕該人；當兩名保安員追近他時，此人忽然轉身，掏出一把长约20厘米的刀子，刺向離自己较近的张桂扬。张桂扬的心室被刀刺穿，心跳和呼吸均停止，抢救後仍因心脏破裂而死。殺害张桂扬的搶匪名為韦汉承，在2004年被判處死刑。
事後，张桂扬被中华人民共和国民政部追认为「革命烈士」，越秀公园方面亦在他殉職的山坡上立碑纪念。